# Bolszoje Gagrino
Bolszoje Gagrino (ros. Большое Гагрино) – wieś (ros. деревня, trb. dieriewnia) w zachodniej Rosji, w wołoście Luszczikskaja (osiedle wiejskie) rejonu bieżanickiego w obwodzie pskowskim.

## Geografia
Miejscowość położona jest nad rzeką Aszewka, 18 km od centrum administracyjnego osiedla wiejskiego (Luszczik), 19,5 km od centrum administracyjnego rejonu (Bieżanicy), 113 km od stolicy obwodu (Psków).

## Demografia
W 2010 r. miejscowość nie posiadała mieszkańców.